# Ludde Gentzel

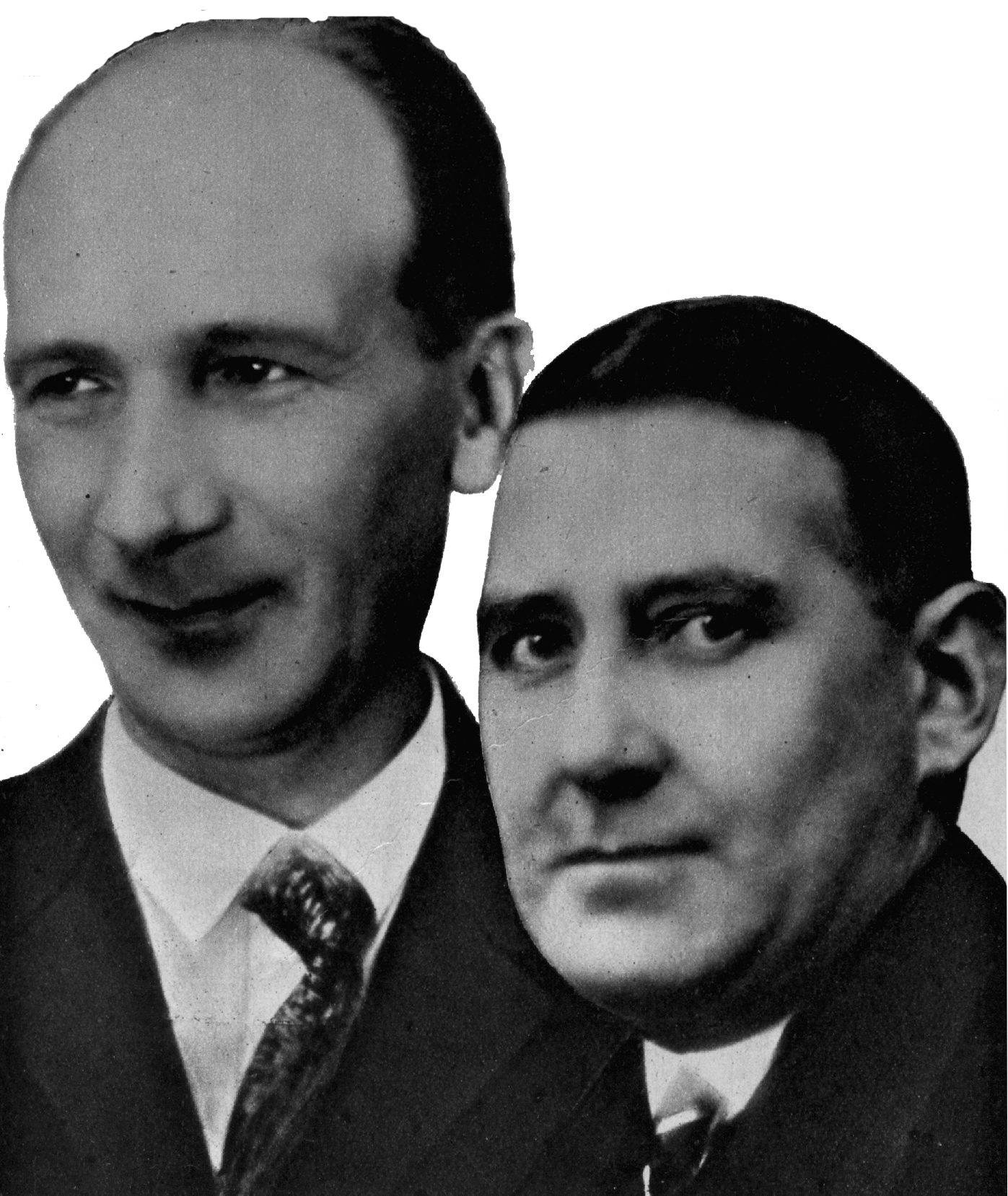
Ludde Gentzel (izq.) con su compañero en muchas revistas, Rulle Bohman

Ludde Gentzel (17 de enero de 1885 - 5 de marzo de 1963) fue un actor teatral y cinematográfico de nacionalidad sueca.

## Biografía
Su nombre completo era Frans Ludvig Gentzel, y nació en Jönköping, Suecia, siendo su padre Karl Ludvig Gentzel, nacido en 1834 en Varberg, y su madre Kristina Persdotter, nacida en 1843 en Färlöv. Siendo todavía niño tuvo inclinaciones musicales, destacando por su voz como cantante. A partir de los quince años empezó a tocar como aficionado, pero decidió una actividad más segura, por lo que tras sus estudios primarios en Jönköping trabajó como peluquero en Estocolmo. En dicha ciudad continuó con su afición musical, estudiando bajo la tutela de su hermano, el director de orquesta Carl Gentzel. En 1905 fue contratado para trabajar con la compañía de operetas de Axel Lindblad, permaneciendo con dicha formación hasta 1907. Entre los personajes que interpretó en esa época figuran Enterick en Tiggarstudenten, Menelaus en Sköna Helena, Lambertuccio en Boccaccio, Markis Inmari en Geishan y Maroufle en Lille hertigen.
En 1907-1909 trabajó con la compañía de Vilhelm Olin, destacando por sus papeles de Per en Per Olsson och hans käring y Clausen en Första fiolen. A partir de 1909 actuó en el Folkteatern de Axel Engdahl en Gotemburgo como humorista, actor de revista y actor de carácter. En 1931 llegó al Vasateatern de Estocolmo, bajo la dirección de Gösta Ekman, y tras un pequeño intervalo en el Södra Teatern, volvió a Gotemburgo en el Lorensbergsteatern en 1932, trabajando en 1934 en el Göteborgs stadsteater. En este último teatro representó, bajo la dirección de Ingmar Bergman, Macbeth.
Su debut en el cine tuvo lugar en 1916 con el film de Georg af Klercker Nattens barn, trabajando, entre otras películas, en Kronblom. 
Además del cine y del teatro, actuó en el programa de radio Optimisten och pessimisten, con diálogos de Helge Härneman, en el cual Eric Abrahamsson encarnaba al pesimista, y Gentzel al optimista.
El 5 de junio de 1950, Gentzel obtuvo el Göteborgs stads förtjänsttecken, Premio al Mérito de la ciudad de Gotemburgo.
Ludde Gentzel falleció en Gotemburgo, Suecia, en 1963. Fue enterrado en el Cementerio Östra kyrkogården de Gotemburgo. Había estado casado con Karin Gentzel, y era abuelo del periodista deportivo Bo Gentzel y bisabuelo del portero de balonmano Peter Gentzel.

## Teatro

### Actor
- 1919 : Kaos eller Ta't lätt, de Axel Engdahl, Folkteatern (Gotemburgo) y Folkan[6]
- 1921 : Tittskåpet, de Axel Engdahl, escenografía de Axel Engdahl, compañía Axel Engdahl[7]
- 1930 : Sympatiska Simon, de Fridolf Rhudin y Henning Ohlsson, escenografía de Nils Johannisson, Vasateatern[8]
- 1931 : Hans nåds testamente, de Hjalmar Bergman, escenografía de Per Lindberg, Vasateatern[9][10]
- 1931 : Sympatiska Simon, de Fridolf Rhudin y Henning Ohlson, escenografía de Fridolf Rhudin, Södra Teatern
- 1932 : Här va' de'!, de Gösta Stevens y Kar de Mumma, escenografía de Björn Hodell, Södra Teatern[11]
- 1935 : Den Politiske Kandestøber, de Ludvig Holberg, escenografía de Knut Ström, Teatro Municipal de Gotemburgo[12]
- 1944 : Livet är ju härligt, de William Saroyan, escenografía de Per Knutzon, Teatro Oscar[13]
- 1946 : Calígula, de Albert Camus, escenografía de Ingmar Bergman, Teatro Municipal de Gotemburgo[14]
- 1947 : El sueño, de August Strindberg, escenografía de Olof Molander, Teatro Municipal de Gotemburgo
- 1947 : Mig till skräck, de Ingmar Bergman, escenografía de Ingmar Bergman, Teatro Municipal de Gotemburgo[15]
- 1948 : Macbeth, de William Shakespeare, escenografía de Ingmar Bergman, Teatro Municipal de Gotemburgo[16]
- 1950 : Kärlek, de Kaj Munk, escenografía de Torsten Hammarén, Teatro Municipal de Gotemburgo
- 1951 : El círculo de tiza caucasiano, de Bertolt Brecht, escenografía de Bengt Ekerot, Teatro Municipal de Gotemburgo
- 1952 : El sueño de una noche de verano, de William Shakespeare, escenografía de Knut Ström, Teatro Municipal de Gotemburgo
- 1952 : Den yttersta dagen, de Stig Dagerman, escenografía de Bengt Ekerot, Teatro Municipal de Gotemburgo
- 1953 : Den jäktade, de Ludvig Holberg, escenografía de Josef Halfen, Teatro Municipal de Gotemburgo
- 1953 : Swedenhielms, de Hjalmar Bergman, escenografía de Kurt-Olof Sundström, Teatro Municipal de Gotemburgo

### Director
- 1932 : Nicklasson & Co., de Ernst Berge, Vanadislundens friluftsteater[17]

## Filmografía
- 1916 : Nattens barn
- 1916 : Bengts nya kärlek eller Var är barnet?
- 1916 : Svärmor på vift eller Förbjudna vägar
- 1916 : Aktiebolaget Hälsans gåva
- 1916 : Calle som miljonär
- 1917 : I mörkrets bojor
- 1917 : Mysteriet natten till den 25:e
- 1924 : Friarna på Långesten
- 1931 : Skepp ohoj!
- 1935 : Äventyr i pyjamas
- 1938 : Goda vänner och trogna grannar
- 1938 : Styrman Karlssons flammor
- 1938 : Karriär
- 1938 : Sol över Sverige
- 1939 : Landstormens lilla Lotta
- 1940 : Hans Nåds testamente
- 1940 : Vi Masthuggspojkar
- 1942 : Flickan i fönstret mitt emot
- 1943 : Något stort sker
- 1943 : Ombyte av tåg
- 1943 : Ordet
- 1943 : Stora skrällen
- 1944 : Dolly tar chansen
- 1944 : Vi behöver varann
- 1945 : 13 stolar
- 1945 : Oss tjuvar emellan eller En burk ananas
- 1946 : När ängarna blommar
- 1946 : Det regnar på vår kärlek
- 1946 : Saltstänk och krutgubbar
- 1946 : Det glada kalaset
- 1947 : Maj på Malö
- 1947 : Kronblom
- 1948 : Robinson i Roslagen
- 1948 : Kärlek, solsken och sång
- 1949 : Kronblom kommer till stan
- 1949 : Jungfrun på Jungfrusund
- 1952 : Åke klarar biffen
- 1955 : Kvinnodröm